# موشمي السفلي (زيلايي)
موشمي السفلی (بالفارسية: موشمی سفلی) هي قرية تقع في إيران في قسم زیلایی الريفي. يقدر عدد سكانها بـ 751 نسمة بحسب إحصاء 2016.